# Chamarri Conner
Chamarri Elijah Conner (geboren am 11. Juli 2000 in Jacksonville, Florida) ist ein US-amerikanischer American-Football-Spieler auf der Position des Safeties und des Cornerbacks. Er spielt seit 2023 für die Kansas City Chiefs in der National Football League (NFL) und gewann mit ihnen den Super Bowl LVIII. Zuvor spielte Conner College Football für die Virginia Tech.

## College
Conner wuchs in Jacksonville, Florida auf und besuchte dort die Trinity Christian Academy. Ab 2018 ging er auf die Virginia Tech, um College Football für die Virginia Tech Hokies zu spielen. Nach einer Saison als Ersatzspieler und Einsatz in den Special Teams avancierte er 2019 auf der Position des Nickelbacks zum Stammspieler und war drei Jahre lang Starter, wobei er eine Hybridrolle zwischen Linebacker und Defensive Back einnahm. Aufgrund der COVID-19-Pandemie war Conner für ein fünftes Jahr am College spielberechtigt. In seiner letzten College-Saison wechselte er auf die Safety-Position. Insgesamt absolvierte Conner 61 Spiele für die Virginia Tech Hokies.

## NFL
Conner wurde im NFL Draft 2023 in der vierten Runde an 119. Stelle von den Kansas City Chiefs ausgewählt. In seiner Rookiesaison wurde er vor allem als Safety eingesetzt, nachdem Bryan Cook verletzungsbedingt ausgefallen war. Er erreichte mit seinem Team den Super Bowl LVIII, den sie mit 25:22 nach Overtime gegen die San Francisco 49ers gewannen. In der Saison 2024 wurde Conner mehr als Slot-Cornerback eingesetzt. Er fing in der Regular Season zwei Interceptions, wehrte vier Pässe ab und erzielte einen Fumble-Return-Touchdown über 38 Yards. Er erreichte mit den Chiefs 2024 erneut den Super Bowl.

### NFL-Statistiken
| Saison                             | Saison | Spiele | Spiele      | Tackles | Tackles | Tackles | Tackles | Interceptions | Interceptions | Interceptions | Interceptions | Interceptions | Fumbles | Fumbles | Fumbles |
| Jahr                               | Team   | Spiele | als Starter | Gesamt  | Solo    | Ast     | Sacks   | PD            | INT           | Yds           | Lng           | TD            | FF      | FR      | TD      |
| ---------------------------------- | ------ | ------ | ----------- | ------- | ------- | ------- | ------- | ------------- | ------------- | ------------- | ------------- | ------------- | ------- | ------- | ------- |
| 2023                               | KC     | 17     | 7           | 36      | 31      | 5       | 0,0     | 1             | 1             | 4             | 4             | 0             | 0       | 0       | 0       |
| 2024                               | KC     | 15     | 9           | 77      | 58      | 19      | 1,0     | 4             | 2             | 32            | 29            | 0             | 1       | 1       | 1       |
| Gesamt                             | Gesamt | 32     | 16          | 113     | 89      | 24      | 1,0     | 5             | 3             | 36            | 29            | 0             | 1       | 1       | 1       |
| Quelle: pro-football-reference.com |        |        |             |         |         |         |         |               |               |               |               |               |         |         |         |